# ORP Kontradmirał Xawery Czernicki
ORP Kontradmiral Xawery Czernicki er et multifunktionelt støtteskib benyttet af Marynarka Wojenna Rzeczypospolitej Polskiej. Skibets design var baseret på skroget af et afmagnetiseringsfartøj af 130-klassen. Skribet blev oprindeligt bestilt af den russiske flåde, men kontrakten blev annulleret og man besluttede at færdiggøre skibet og overføre det til den polske flåde. Skibet blev navngivet efter kontreadmiralen Xawery Czernicki, som var anset for at være faderen til den polske flådes logistiske system.
Skibet blev bygget på Stocznia Północna (da: Nordlige skibsvært) i Gdańsk. Indtil videre er skibet det største skib bygget i Polen til den polske flåde. Skibet er designet som et logistisk støtteskib, og er i stand til at transportere tropper og forsyninger til polske såvel som NATO-styrker overalt i verden. Skibet er i stand til at transportere op til 140 soldater med køretøjer, fødevarer og udstyr. Skibet er også i stand til at støtte landgangsoperationer med landgangsfartøjer, helikoptere, pansrede mandskabsvogne samt muligheden for at evakuere soldater og civile fra fjendtlige områder. Skibet er desuden udrustet til at kunne transportere containere, ferskvand, mad og andre forsyninger såvel som at kunne foretage reparationer af andre skibe på åbent hav.
Skibet har taget del i Irakkrigen såvel som krigen i Afghanistan. Under Operation Enduring Freedom, blev skibet tilknyttet US Navys 5. flåde i det Indiske Ocean. Senere, efter en udskiftning af besætningen tog skibet del i invasionen af Irak. Under invasionen patruljerede skibet i mundingen på floden Eufrat og fungerede som en base for allierede specialstyrker. Da invasionen var ovre, returnerede skibet til Polen for reparationer og en opgradering.